# Ахали-Диокниси
Ахали-Диокниси (груз. ახალი დიოკნისი) — село в Грузии, на территории Марнеульского муниципалитета края (мхаре) Квемо-Картли.

## География
Село находится в юго-восточной части Грузии, к северу от реки Храми, на расстоянии приблизительно 2 километров (по прямой) к югу от города Марнеули, административного центра муниципалитета. Абсолютная высота — 383 метра над уровнем моря.

## Население
По результатам официальной переписи населения 2014 года в Ахали-Диокниси проживало 309 человек (165 мужчин и 144 женщины). В национальной структуре населения грузины составляли 100 %.
| Год  | Население, человек |
| ---- | ------------------ |
| 2002 | 296                |
| 2014 | ↗ 309              |